# Mihail Știrbei
Mihail Știrbei (n.  ?) a fost un cântăreț de operă român, distins cu titlul de artist emerit. A fost căsătorit cu soprana Ioana Nicola.Tenorul Mihail Știrbei a fost solist, alături de soprana Emilia Petrescu-Cironeanu (care o înlocuise pe Magda Ianculescu; aceasta.o înlocuise pe Arta Florescu), mezzosoprana Elena Cernei și basul Petre Ștefănescu-Goangă, al Simfoniei a IX-a de Beethoven, dirijor Ion Baciu, dirijorul corului Daniel Stăuceanu, în concertele din 5 și 6 Decembrie 1960, ale Filarmonicii de Stat din Ploești  O fotografie 39,3x56,7cm din concert (în care sunt și eu, bariton în cor) am publicat în „Poarta Sărutului. Revistă de literatură și artă”, anul IV, nr. 1 (7), Ploești, 23 Iunie 2016, pp. 4-5. Tot acolo, articolul meu: Corul Filarmonicii de Stat din Ploești, 1960-1961, la p.3. (Octavian Onea).

## Distincții
- Ordinul Muncii clasa a II-a (19 aprilie 1952) „pentru zelul și munca depusă în realizarea spectacolului «Rusalka» la un nivel artistic excepțional”[1]
- titlul de Artist Emerit al Republicii Populare Române (19 noiembrie 1952)[2]
- Ordinul Meritul Cultural clasa a III-a (12 septembrie 1968) „pentru merite deosebite în activitatea muzicală”[3]